# FS-1500
Las fragatas del modelo FS-1500 es la designación de fábrica del diseño de casco Nº1044 N32, el cual es un tipo de casco para buques pesqueros, diseñado por Blohm + Voss, el cual fue usado en las fragatas de la clase Almirante Padilla, operadas por la Armada de Colombia y en las fragatas Clase Kasturi de la Real Armada de Malasia.

## Despliegue
Fueron construidas en Alemania por Howaldtswerke-Deutsche Werft de Kiel, entre los años 1974 y 1986. A la fecha existen 4 naves en servicio en la armada de Colombia y 2 fragatas al servicio de la armada de Malasia. Aún su diseño se usa como base en el diseño de cascos para buques tipo trawler de 1500 toneladas.

### Armamento (Clase "Almirante Padilla")
- Misiles:

- 2 lanzaderas Mistral Simbad
- 2 lanzaderas cuádruples MM40 exocet block I

- Cañones:

- 1 Oto Melara strales
- 2 Breda Bofors 40 mm,
- 2-2 Oerlikon 30 mm,

- Torpedos:

- 6 de 324 mm

- Misiles

- 2 × 4 MBDA Exocet MM40-Block 2

- 1 × Bofors 375 mm, de montaje dual, tipo ASW RL

- Misiles montados tipo MANPAD